# Mazda CX-9
Le Mazda CX-9 est un SUV à 7 places produit par le constructeur automobile japonais Mazda depuis avril 2006. La deuxième génération est présentée fin 2015. 
Il réalise l'essentiel de sa carrière aux États-Unis et au Canada. Il n'est pas diffusé au Japon. Il est diffusé par certains concessionnaires Mazda dans certains pays d'Europe, comme l'Espagne.

## Première génération (2006 - 2016)
Malgré une apparence très proche de celle du CX-7, le CX-9 est un modèle à part entière. Il est non seulement plus long mais aussi plus large que le CX-7, offre jusqu'à 7 places et, surtout, s'équipe d'un V6 essence. Un 3,5 litres de 250 ch remplacé, lors d'un léger restylage en 2008, par un 3,7 litres de 273 ch.
Principalement destiné à l'Amérique du Nord, le CX-9 ne dispose pas de diesel et s'équipe exclusivement d'une boîte automatique. Il laisse en revanche le choix entre deux roues motrices (traction) ou transmission intégrale.
Aux États-Unis, les courbes des ventes du CX-9 ont rapidement épousé celles du CX-7.
| Année | CX-7   | CX-9   |
| ----- | ------ | ------ |
| 2006  | 22 325 | -      |
| 2007  | 41 656 | 25 566 |
| 2008  | 26 811 | 26 100 |
| 2009  | 20 583 | 21 132 |
| 2010  | 28 788 | 28 908 |
| 2011  | 22 926 | 20 887 |

## Seconde génération (2016 - 2023)
La seconde génération du Mazda CX-9 est présentée fin 2015 au salon de l'automobile de Los Angeles.

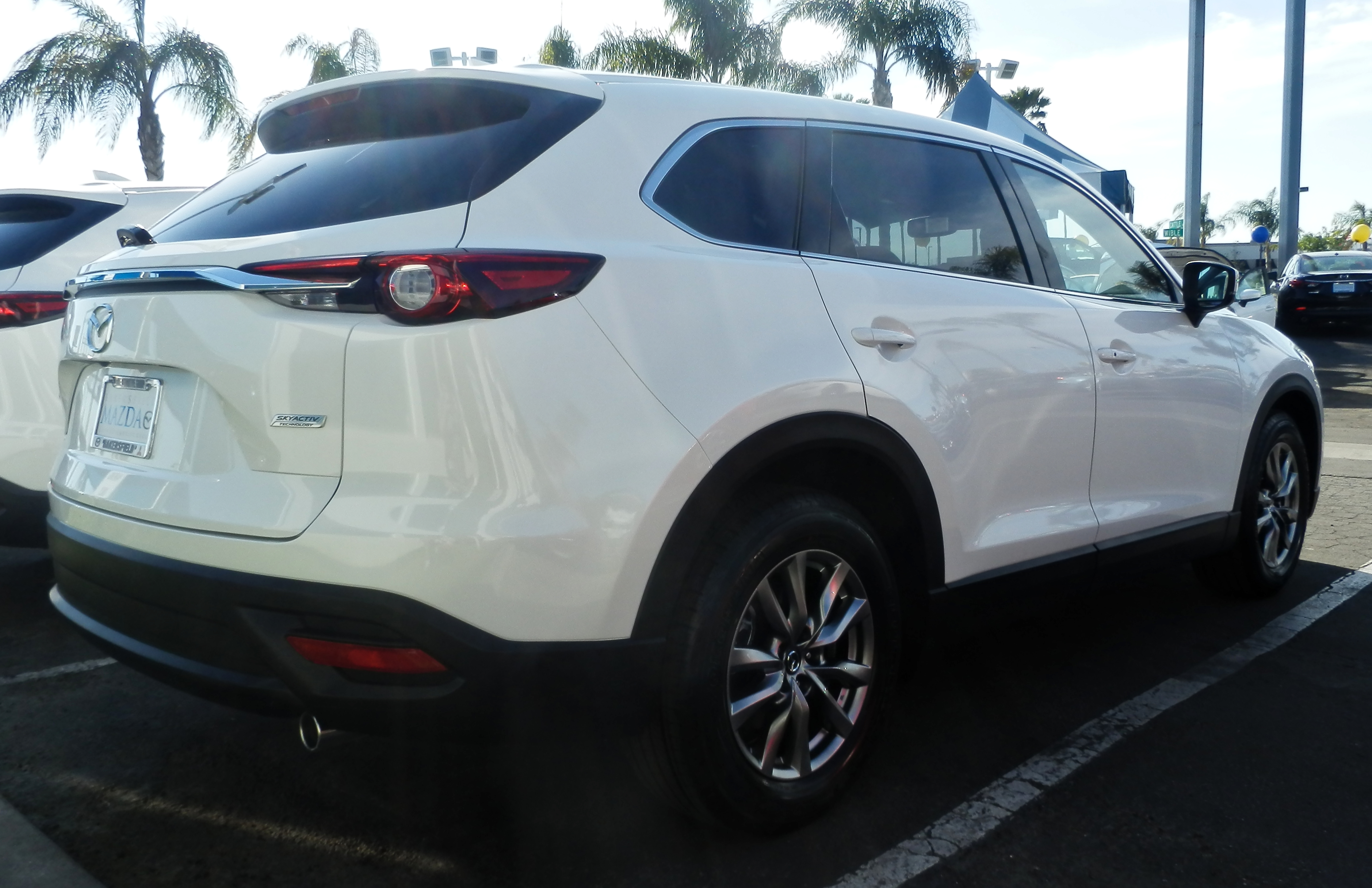
Vue de l'arrière.